# استرلینگ موریسون
استرلینگ موریسون (انگلیسی: Sterling Morrison؛ ۲۹ اوت ۱۹۴۲ – ۳۰ اوت ۱۹۹۵) یک موسیقی‌دان اهل ایالات متحده آمریکا بود.